# Analizator amplitudy
Analizator amplitudy to przyrząd elektroniczny, którego zadaniem jest badanie położenie amplitud impulsów elektrycznych, tj. segregowanie ich według amplitud na przedziały zwane kanałami. Analizatory wykorzystuje się w laboratoriach fizycznych jako części składowe różnorodnych spektrometrów.
Podział analizatorów amplitudy:
- jednokanałowe, w których sprawdza się wysokość danego impulsu, który powinien mieścić się w zadanym przedziale wartości.
- wielokanałowe, które korzystają z konwerterów analogowo-cyfrowych, w których impulsowi o danej wysokości przypisuje się odpowiadającą mu określoną liczbę, będącą jednocześnie numerem danej komórki pamięci.